# No Country Club for Old Men
No Country Club for Old Men («Загородный клуб не для Стариков ») — двадцать вторая серия одиннадцатого сезона мультсериала «Гриффины». Премьерный показ состоялся 19 мая 2013 года на канале FOX.

## Сюжет
Стьюи находит за диваном губную гармошку, с которой он играет в ванной. Однако, в ванне на неё случайно садится Питер. Музыкальный инструмент застревает в его прямой кишке, из-за чего у Питера появляется новый «талант» — он может пукать музыкой. Воодушевившись своими способностями, Питер даже решается поучаствовать в американском шоу талантов. Там он имеет большой успех, но ненадолго — губную гармошка выходит из тела Питера, тем самым прекращая его «карьеру».
В самолете по пути домой, Крис знакомится с Амандой Беррингтон, которая приглашает семью Гриффинов на ужин в загородном клубе своего отца. Брайан замечает, что Аманда — дочь самого богатого человека во всем Род-Айленде.
Попав на прием, Картер Пьютершмидт (который кстати состоит в этом эксклюзивном клубе) высмеивает Питера, аргументируя это тем, что ему здесь не место. Тем не менее, Гриффины усаживаются за стол с самим Беррингтоном, создателем клуба. На ужине неожиданно появляется отец Лоис, который пытается всячески притянуть к себе внимание Беррингтона, но тот лишь лишает его права быть членом клуба, отдает членство в клубе Питеру, с которым у богача завязалась интересная беседа.
Картеру приходится стать «обычным» человеком, он приходит на заседание клуба с Питером, который теперь сам ведет себя пренебрежительно к нему. Тем не менее, Гриффин соглашается помочь Пьютершмидту снова попасть в клуб. В конце концов, Питер ставит Беррингтону ультиматум: либо он возвращает в клуб Картера, либо Питер уходит из клуба тоже. Беррингтону все равно, поэтому он забирает право членства в клубе и у Питера тоже.
Брайан объясняет Картеру, что людям свойственно «подлизываться» к тем, кто выше них самих. Тогда Питер и Пьютершмидт решают разыграть ситуацию, при которой самому Беррингтону пришлось бы «подлизываться» к ним. Одевшись под «баснословно богатых и величественных их величеств», им удается обмануть Беррингтона и попасть в клуб обратно. Там Картер (переодетый под иностранного принца) говорит о том, что знает Пьютершмидта — потомственного аристократа, выдающегося человека. Беррингтон признается, что выгнал Картера из клуба, но обещает вернуть ему членство обратно. В этот самый момент Питер все портит, называя их настоящие имена. Маскарад раскрывается — Беррингтон просит вышвырнуть самозванцев, но, услышав то, как Пьютершмидт ругается и унижает Питера за то, что он сорвал отличную идею, признается, что немного недооценивал Картера. Он возвращает ему членство в клубе. Вдвоем они выкидывают Питера из клуба.
Уже дома Питер признается, что не очень-то расстроен изгнанием из клуба. Лоис просит у Питера 50 долларов на стрижку, но тот говорит, что это — грабеж, он сможет подстричь её сам.

## Рейтинги
- Эпизод получил рейтинг 2.5 среди возрастной группы 18-49 лет.
- Серию посмотрело порядка 5.16 миллиона человек.
- Эпизод стал самым просматриваемым в ту ночь «Animation Domination» на FOX, рейтинги были выше чем у двух новых серий Симпсонов и двух серий Шоу Кливленда.[1]

## Критика
- Кевин МакФарланд из A.V. Club дал эпизоду оценку C+, аргументируя это так: «Финальная уловка Питера и Картера заставила меня посмеяться над этой нелепостью…» Тем не менее, он также отметил, что «…в эпизоде присутствует несколько непонятных отсылок», из-за этого он снизил свою оценку.[2]
- Картер Дотсон из TV Fanatic дал рекордно низкую оценку эпизоду — всего 1.5/5, говоря: «Пожалуй, единственным интересным моментом в серии было увидеть другую сторону Картера Пьютершмидта — хныкающего беспомощного человека (…) в нём всегда было это чувство жалкости, которое он всегда скрывал в себе». Также он сказал: «Типичная ситуация: Картер нуждается в помощи Питера для того, чтобы можно было вернуть его позицию в обществе, данный тип сюжета уже был обыгран в предыдущих эпизодах. Это было банально и уныло.» Также он обвинил FOX в том, что они сделали огромный упор на предыдущий эпизод, а эта серия вышла весьма скучной.[3]
- Джон Блаббер из Bubbleblabber дал эпизоду 7.5/10 баллов, говоря: «Как всегда, финал „Гриффинов“ — это нечто особенное.»[4]
- Марк Траммел из TV Equals: «…основная сюжетная линия была весьма предсказуема. Единственный. кого мы не увидели в эпизоде, был Крис. Я понимаю, почему данный эпизод показали вместе с предыдущим, на „Вегас“ они делали особый упор.» Он сравнил данный эпизод с сериями «Total Recall» и «Farmer Guy». «Будем надеяться, что Шоу Кливленда отменят.» Также Марк сказал, что создатель сериала должен переосмыслить свои анимационные шоу, пересмотреть их концепцию.[5]